# Ceratina
Ceratina Latreille,  è un genere di imenotteri della famiglia Apidae (sottofamiglia Xylocopinae, tribù Ceratinini).

## Descrizione

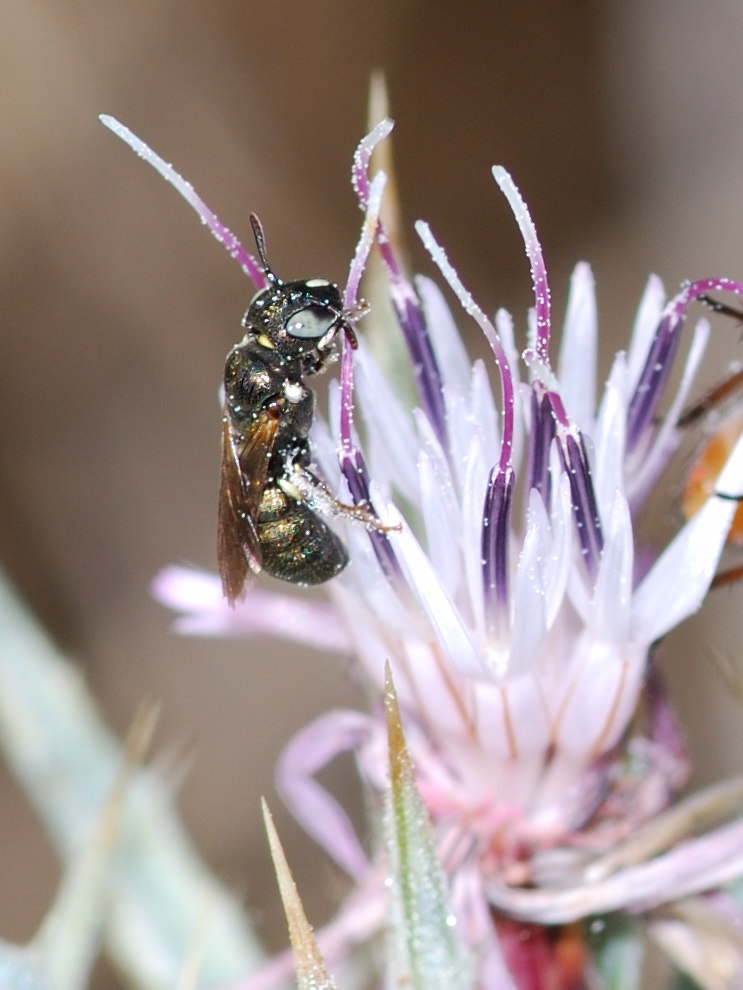

Sono apoidei piuttosto esili, di piccole dimensioni (da 3 a 12,5 mm di lunghezza), con corpo in genere glabro o con rada peluria, di colorazione dal nero al verde metallizzato, raramente con l'addome rosso metallizzato. La maggior parte delle specie ha marcature gialle o biancastre sul capo, che in alcune specie sono estese anche al torace e all'addome. 
Una caratteristica distintiva delle femmine di molte specie è una colorazione quasi uniformemente nera, con l'eccezione di una cospicua striscia gialla o biancastra, allungata in senso verticale, in mezzo al clipeo; sulla tibia posteriore è presente inoltre una rudimentale struttura per la raccolta del polline, formata da frange di peli (scopa).
A causa delle colorazioni metalliche e delle piccole dimensioni, possono essere confuse con le Halictidae.

## Biologia
La maggior parte delle specie sono api solitarie che nidificano in cavità all'interno di rami o nella parte midollare di fusti di arbusti secchi. Esiste un discreto numero di specie comunitarie e alcune specie hanno un comportamento semisociale, con più femmine che formano piccole colonie, all'interno delle quali alcune provvedono all'approvvigionamento e altre rimangono nel nido deponendo le uova.

## Distribuzione
Il genere Ceratina ha distribuzione cosmopolita.

## Tassonomia
Comprende oltre 200 specie.

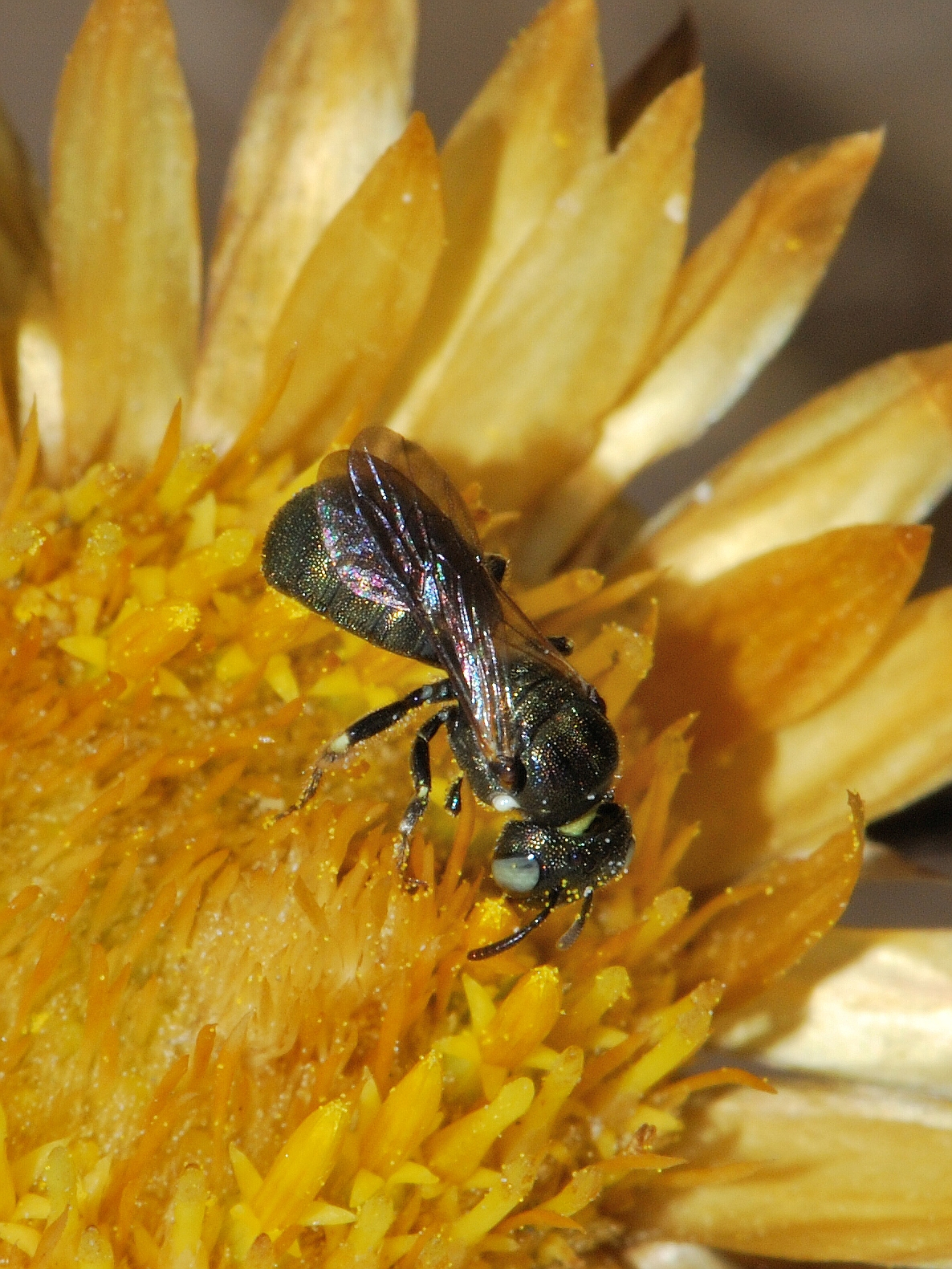
Ceratina dentiventris ♀

In Italia sono presenti le seguenti:
- Ceratina acuta (Friese, 1896)
- Ceratina callosa (Fabricius, 1794)
- Ceratina chalcites Latreille, 1809
- Ceratina chalybea Chevrier, 1872
- Ceratina cucurbitina (Rossi, 1792)
- Ceratina cyanea (Kirby, 1802)
- Ceratina dallatorreana Friese, 1896
- Ceratina dentiventris Gerstaecker, 1869
- Ceratina gravidula Gerstaecker, 1869
- Ceratina loewi Gerstaecker, 1869
- Ceratina nigrolabiata Friese, 1896
- Ceratina parvula Smith, 1854
- Ceratina saundersi Daly, 1983